# Virginia Ragsdale
Virginia Ragsdale (* 13. Dezember 1870 in Jamestown, North Carolina; † 4. Juni 1945) war eine US-amerikanische Mathematikerin, die wichtige Beiträge zur Lösung von Hilberts 16. Problem lieferte.
Ragsdale wuchs auf einer Farm auf und studierte an der Salem Academy und am Guilford College in Greensboro. Nach dem Bachelor-Abschluss 1892 ging sie mit einem Stipendium ans Bryn Mawr College, woran sich auch dank eines gewonnenen Stipendiums ein Jahr an der Universität Göttingen bei Felix Klein und David Hilbert anschloss. Danach lehrte sie an der Bryn Mawr School in Baltimore, bevor sie ans Bryn Mawr College zurückkehrte, wo sie 1906 promoviert wurde. Die Dissertation (bei Charlotte Angas Scott) baute auf Arbeiten in Göttingen bei Hilbert auf und war ihre einzige Publikation. 1911 bis 1928 war sie Professorin am Woman’s College of North Carolina in Greensboro (heute University of North Carolina at Greensboro). 1926 bis 1928 stand sie der Fakultät vor.
Ragsdale wandte sich in ihrer Dissertation (wie gleichzeitig mehrere andere von Hilberts Studenten) der reellen algebraischen Geometrie zu und speziell dem 16. Problem von Hilbert, das nach Anzahl und Anordnung von Ovalen und Ästen reeller algebraischer Kurven gegebenen Grades fragt. Insbesondere untersuchte sie reelle Kurven mit geradem Grad und entdeckte, dass die Differenz p-n der Anzahl gerader und ungerader Ovale (das heißt mit einer geraden bzw. ungeraden Anzahl anderer Ovale innerhalb des jeweiligen Ovals) eine topologische Invariante ist (die Euler-Charakteristik des durch die Ovale begrenzten Gebiets). In ihrer Arbeit formulierte sie einige Vermutungen über eine (vom Grad der Kurve abhängige) obere Grenze der Anzahl der geraden und ungeraden Ovale einer Kurve vom Grad 2k, die aber 1979 durch Oleg Wiro und 1994 durch Ilia Itenberg widerlegt wurden. Das Problem, welche genauen oberen Grenzen stattdessen existieren, ist offen.